# QP:FLAPPER
QP:FLAPPER(큐피 플랩퍼)는 삽화가 오하라 도메타와 사쿠라 고하루가 결성한 2인조 유닛이다..
〈전격G's magazine〉의 인터뷰에 의하면 이케부구로의 태정낭만당의 커뮤니케이션 노트가 두명이 만나는 계기가 되었다고 한다. 유닛 결성 후 《투하트》 등 Leaf 작품을 중심으로 한 동인지를 왕성히 제작해 수많은 팬들을 모으게 되었다.
Leaf를 통해 발매된《쇠사슬》에서는 처음으로 외주 원화가를 맡아 주목을 모았다.
토메타미・히메코라는 펜네임을 사용하고 있었지만 히메코가 잡지 등에서 오표기 하는 일이 자주 있어서 2006년 10월에 펜네임을 히메코에서 사쿠라 고하루로 변경했다. 토메타미도 성씨로 오하라를 붙였다.
현재도 코믹 마켓을 중심으로 동인지 직매회에 빈번히 참가하고 있으며 그 독특한 개그 센스가 높게 평가되고 있다.